# Asterisco (liturgia)

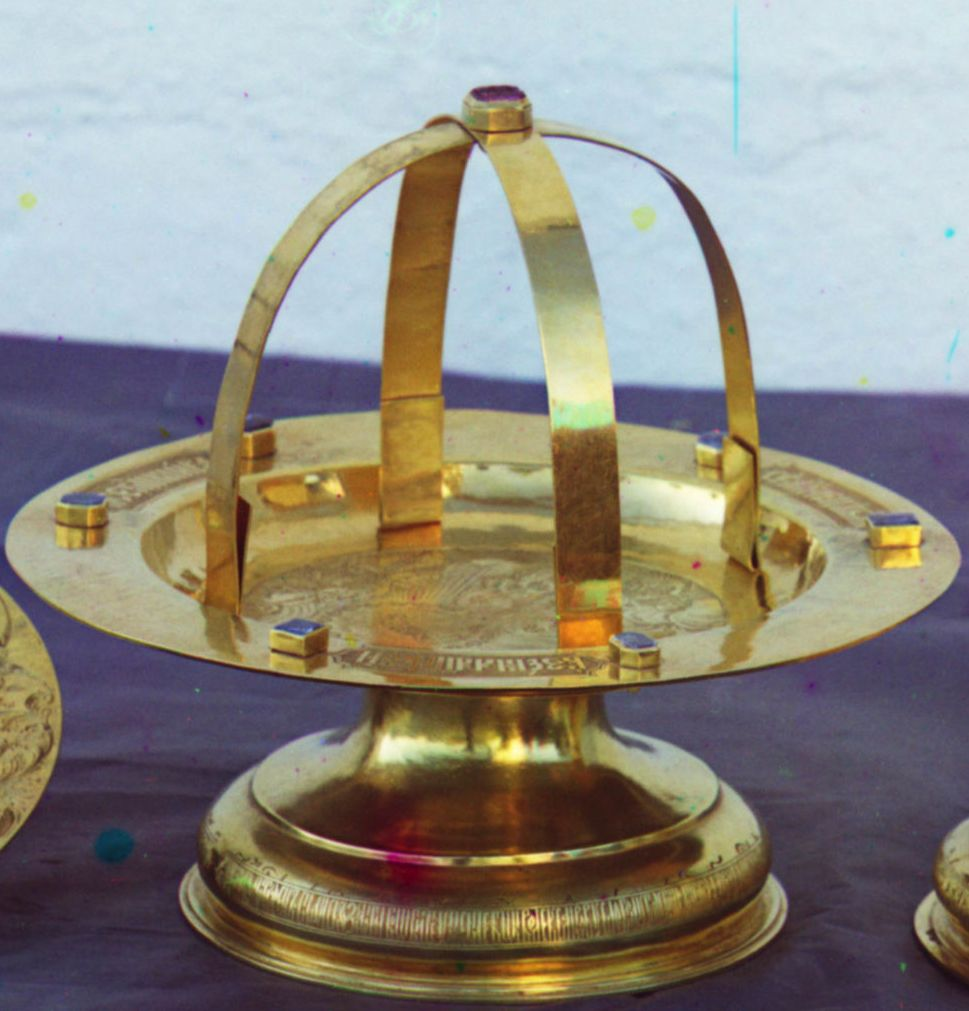
Asterisco

El Asterisco (Latín: Asteriscum; Griego: Ἀστερίσκον, ἀστερίσκος, Asterískon, asterískos; Eslavo eclesiástico: Звездица, Zvezdítsa), es uno de los objetos litúrgicos usados en la Divina Liturgia de las Iglesias orientales, la Ortodoxa y la Greco-Católica (aunque también se utiliza en la Misa Papal). El asterisco simboliza a la Estrella de Belén.
El asterisco (estrella) es una especie de cruz de metal precioso, compuesta de dos láminas cruzadas la una sobre la otra y unidas en su centro por un pequeño tornillo y terminando en forma de pie. Del centro pende ordinariamente una estrellita que simboliza la de Belén. Este instrumento litúrgico se coloca sobre la patena, de modo que el velo especial con que se recubre ésta (diskokalymma) no toque las partículas de la Santa Hostia.
El asterisco que utiliza el romano pontífice en la Liturgia Romana, está compuesto de 12 láminas, cada una simbolizando a un Apóstol. 
El papa Benedicto XVI rescató su uso en 2008, durante una misa en sufragio de su predecesor Juan Pablo II.